# 西谷史
西谷 史（にしたに あや、1955年3月14日 - ）は、日本の小説家。男性。三重県多気町生まれ。北海道大学経済学部卒業。東京都国立市在住。朱砂（しゅさ）名義にて漫画原作も手掛ける。

## 経歴
電機メーカー勤務を経て作家となる。会社員のころはパソコンに対して強い苦手意識を抱きつつもOA業務と向き合い、その経験がのちの小説『デジタル・デビル・ストーリー』に生かされたという。パソコン通信時代にBBSへ投稿したいくつかのSFショート小説が評判を呼び、BBS参加者たちの熱望により活字化される。また1980年代半ばには、ソフトバンク出版のパソコン誌『Oh!PC』に当該ショートショートが連載された。その中の1作品に、『デジタル・デビル・ストーリー』の原点ともいうべきアイデアが登場している。
1986年に発表した初の長編SF『デジタル・デビル・ストーリー』の第1巻「女神転生」は、OVA・ゲーム化など当時では珍しいメディアミックス作品として成長した。
他のゲームソフトでは、ファミリーコンピュータソフト『アタックアニマル学園』（ポニーキャニオン）のデザイナーとしてスタッフクレジットに名を連ねている。また、1995年発売のスーパーファミコン用RPGソフト『火の皇子ヤマトタケル』（東宝）ではシナリオを担当し、著作者としてクレジットされている。

## 主な作品
- デジタル・デビル・ストーリー
  - デジタル・デビル・ストーリー 女神転生
  - デジタル・デビル・ストーリー2 魔都の戦士
  - デジタル・デビル・ストーリー3 転生の終焉
  - 新デジタル・デビル・ストーリー1 捕われの女神
  - 新デジタル・デビル・ストーリー2 氷界の女王
  - 新デジタル・デビル・ストーリー3 神魔の惑星
  - 新デジタル・デビル・ストーリー4 怒りの妖帝
  - 新デジタル・デビル・ストーリー5 女神よ永遠に
  - 新デジタル・デビル・ストーリー6 転生の絆
  - 愛蔵版 女神転生 デジタル・デビル・ストーリー1 - 3

- 介&光
  - 介&光1 ブレイン・介
  - 介&光2 デザイア・介

- 東京SHADOW
  - 東京シャドウ1 赤い稲妻
  - 東京シャドウ2 黒い蝶
  - 東京シャドウ3 灰色の闇
  - 東京シャドウ4 朱の迷宮

- ウルティマ妖魔変
  - ウルティマ妖魔変1 水竜の章
  - ウルティマ妖魔変2 魔道の章
  - ウルティマ妖魔変3 紅霧の章

- 真・女神転生 エル・セイラム1 - 4

- 神々の血脈1 - 10
- 神々の血脈NU

- ダビデの刻印1 - 3

- ブラディー・セイント女鬼1 - 3

- 転生X 妖星キローン
- 転生Y 太陽の巫女

- 伊弉冉 -イザナミ-
- 秘神録 水神の巫女
- 記憶

- トレジャーシーカーS&M アマゾンの聖石
- アスラの聖地 The Death City

- タイム・ダイブ1986

- 黄金の剣は夢を見る
- 聖杯は迷宮に誘う
- 銀のコインは愛を伝える

- どーしてねこ年はないのか!? 猫を101倍好きになる本